# مي خوي
دو نغوين مي خوي (من مواليد 1982) معروفة فنياً باسم مي خوي ، مغنية وناشطة سياسية فيتنامية. وصفت بأنها «ليدي غاغا في فيتنام» وكذلك بالمقارنة مع الناشطات الفرقة الروسية بوسي ريوت ، بدأت كمغنية بوب حائزة على جوائز قبل انتقاداتها الصريحة للرقابة التي فرضتها حكومة فيتنام وانعدام الديمقراطية أدت لقيود على حرية التعبير لها. انتقد خوي أيضًا جوجل وفيسبوك لتعاونهما مع الرقابة على الإنترنت في فيتنام.  تم الاعتراف بها في عام 2018 مع جائزة فاتسلاف هافيل للمعارضة الإبداعية بسبب نشاطها الديمقراطي.

## حياتها المبكرة والتعليم
دو نغوين مي خوي ولدت في عام 1982 في كام رانه، فيتنام. بدأ اهتمام خوي بالموسيقى في مرحلة الطفولة ، حيث تعلمت جيتار من والدها مدرس الموسيقى في سن 8 سنوات واللعب معه في حفلات الزفاف من سن 12.التحقت بعد ذلك بمدرسة موسيقى في مدينة هوشي منه لمدة ثلاث سنوات لكنها تركت دون تخرج ، بل كانت تلعب في الحانات والبارات في جميع أنحاء المدينة.

## حياتها الشخصية
تزوجت خوي من شريكها الأسترالي ، بنيامين سوانتون ، في عام 2013. يعيشون في هانوي.